# Enki
Enki (sumeri: 𒂗𒆠) o Ea va ser una divinitat sumèria de la ciutat d'Èridu, venerada també en altres ciutats, especialment a Ur. Residia a l'Apsu. El déu era germanastre d'Enlil, fill d'An. Enlil, An i Ki formaven la tríada còsmica de la religió sumèria.

## Mitologia
A la mitologia sumèria i babilònica, Enki (A = Senyor, ki = terra), o Ea, com l'anomenaven els accadis babilonis (en realitat, és una denominació d'origen sumeri, es tracta d'un nom compost pels signes E = una casa i = aigua), és el "Senyor de la terra"; encara que se l'associa principalment amb el món aquàtic, de fet, Enki, segons aquesta mitologia, governava l'Apsu, un territori d'aigua dolça situat a la profunditat de la terra, mentre que Enlil és el senyor de l'aire, el que ostenta la sobirania a la superfície. Enki (o Nudimmud, un dels seus epítets més usats, que significava "creador") és el déu de la saviesa, senyor de la construcció, les arts, el disseny i la creació. És un dels déus més importants (i Enlil amb Anu) de la cultura mesopotàmica, sorgida a la vall del Tigris i l'Eufrates.

## Segons el mite d'Atrahasis
Enki és el creador de la humanitat, segons es conta en la llegenda èpica d'Accàdia anomenada Atrahasis. En aquesta història s'explica que els grans déus van sacrificar el déu menor anomenat Geshtu-E i van crear la humanitat, barrejant la carn i la sang d'aquest deu amb argila. Hi altres versions del mite de la creació, i en cada una d'elles el déu sacrificat és diferent. Enki va recollir catorze trossos de fang i va crear set homes i set dones. Els homes cavaven canals per irrigar i per alimentar-se, tant ells, com els déus.
És considerat també amb posterioritat el salvador de la humanitat, ja que va alertar sobre el diluvi universal. Va avisar Ziusudra (el nom babiloni d'aquest mateix personatge seria Utnapishtim perqu+e construís una nau per salvar-se. Aquest diluvi el va promoure Enlil, el Senyor del Cel (de l'aire o de l'atmosfera), davant l'assemblea divina, aparentment preocupat per l'excessiva proliferació del gènere humà i el seu comportament sorollós. Enlil va aconseguir convèncer la resta dels déus, reunits en assemblea, per tal que autoritzés l'extermini de la humanitat. Aquesta llegenda, probablement, va donar origen al posterior relat bíblic de Noè i el diluvi universal.

## Temple
El temple d'Enki, anomenat "E-Engur-a" era el principal lloc sagrat d'Apsu, on residia. La ciutat d'Èridu va ser la seva primera residència a la terra, construïda per ell mateix. Enki és l'únic detentor dels misteriosos "Me", terme intraduïble que s'interpreta com "poders" o "lleis divines", i que els déus podien portar al damunt, com si fossin adorns o joies.
L'autèntic nom de Sumer era en la seva llengua "KI.EN.GI", literalment "la terra del senyor del canyar", potser un detall de la importància d'aquest déu, del que s'especifica en un text molt difós que va establir el seu domicili entre canyars. El déu Enki va tenir una certa preeminència a pesar de no ser el titular del panteó mesopotàmic; de fet, el seu fill Marduk va heretar el tron celeste, en detriment de la descendència del cap, Enlil.

## Símbols
Els seus símbols eren la cabra i el peix, que més tard es van refondre en una única bèstia anomenada capricorn. Per aquest motiu, astronòmicament, s'associa a les constel·lacions d'Aquari i Capricorn, encara que també se'l relaciona amb el planeta Mercuri. Es representa com una figura masculina portant o abocant aigua.